# Поглавник
Реч поглавник је варијанта речи поглавар или поглавица.
У историји се, до успоставе усташког покрета и Независне Државе Хрватске (НДХ) ретко употребљавала.
Тада је добила значење које се не надовезује ни на какву хрватску правну или политичку традицију.
Хрватски енциклопедијски рјечник наводи:
1. ријетко, заузето значење: поглавица, главар.
2. повијесно: наслов вође усташког покрета у НДХ.

Први спомен те речи налази се у речнику Фауста Вранчића где се наводи као истозначница латинске речи „princeps”.
Анте Павелић назван је поглавником када је основао усташку организацију у емиграцији у Италији. То је била парамилитарна организација која је морала неговати војничку дисциплину и послушност вођи. Приликом оснивања НДХ, већ у прогласу Славка Кватерника 10. априла 1941, исти се наслов на њега примјењивао у значењу „вођа”, тј. лидер тоталитарне државе, по угледу на Хитлерову титулу фирер и Мусолинијеву титулу дуче (итал. Duce).
Никада није уставом или неким законом дефинисана његова улога. Самостално је потписивао законске уредбе, именовао владу и држао у рукама све конце власти (односно онолико, колико су му Италијани и Немци дозвољавали) до самог краја НДХ.